# Estadio Alvaro Pedro Ducás
El Estadio Alvaro Pedro Ducás, anteriormente llamado Estadio Coloso del Ruca Quimey, es un estadio de fútbol propiedad de Alianza de Cutral Có ubicado en la ciudad neuquina de Cutral Có.
Fue inaugurado el  18 de marzo de 1985, contaba entonces con capacidad para 13 000 espectadores. Actualmente tiene capacidad para 16.500 espectadores y es el estadio más grande de la Patagonia. El campo de juego es de césped natural.
A partir del 20 de abril de 2022, el estadio pasó a llamarse Alvaro Pedro Ducás después de una iniciativa llevada a cabo por el presidente del Celeste, Fabián Godoy y ratificada por el municipio de Cutral Có, siendo este un reconocimiento para quien fuera el ideólogo y mentor del estadio. El primer partido disputado con su nueva denominación se llevó a cabo el mismo 20 de abril durante un partido correspondiente a los 32avos de final de Copa Argentina entre Ferro y J.J de Urquiza cuyo resultado terminó siendo un 4-0 favorable para los de Caballito.

## Amistoso internacional
En este estadio la Argentina se enfrentó con Haití, terminando el partido 4-0 a favor de los albicelestes.
Ingreso local por las calles "Esteban Nolasco y Eguinoa", ingreso de visitantes por calle "Tierra del Fuego".
| 5 de mayo de 2010 | Argentina                                                             | 4:0 (2:0) | Haití | Estadio Coloso del Ruca Quimey, Cutral Có |                           |
|                   | Facundo Bertoglio 33' 55' · Martín Palermo 42' · Sebastián Blanco 50' |           |       | Árbitro(s): Enrique Osses                 | Árbitro(s): Enrique Osses |